# Saison 3 de PJ
Chronologie
Saison 2 de PJ Saison 4 de PJ
Cet article présente le guide des épisodes de la saison 3 de la série télévisée PJ.

## Distribution des rôles principaux
- Bruno Wolkowitch : Vincent Fournier
- Charles Schneider : Bernard Léonetti
- Lisa Martino : Marie Lopez
- Marc Betton : Commissaire Meurteaux
- Valérie Bagnou-Beido : Nadine
- Thierry Desroses : Alain Porret
- Cécile Richard : Maud Saurin
- Raphaëlle Bruneau : Chloé Matthieu

## Épisode 1:Baby-sitter
Pour les articles homonymes, voir Babysitter (homonymie).
- Numéro : 13 (3.1)
- Scénaristes : Gilles-Yves Caro, Frédéric Krivine
- Réalisateur : Frédéric Krivine
- Première diffusion : 
  -  France : 19 mars 1999 sur France 2
- Invités : Jean-Marc Roulot : François Bichot, Bernadette Giraud : Marianne Bichot, Gérard Darrieu : Maxime Fournier, Cyrille Bonnet : Eddy, Tewfik Jallab : Kader, Cécile Richard : Maud Saurin, Julien Gangnet : Interne, Patrick Bonnel : Monsieur Fixin, Jeanne Rosa : Mademoiselle Fixin, Philippe Risler : Paul, Camille Figuereo : Audrey Guyon, Lara Brühl : Odile, Christophe Raült : Chris, Wilfried Bosch : le bleu, Leila Mourad : Fatima Benasser
- Résumé : Un bébé lutte contre la mort. Vincent et Marie enquêtent : ils découvrent que l'enfant a reçu un coup, qui est manifestement la cause de l'état grave dans lequel il se trouve. Ses parents et la baby-sitter sont interrogés. D'autre part, les deux policiers doivent s'occuper d'une autre affaire : Eddy et Kader, deux jeunes délinquants qui se sont illustrés dans la déprédation d'abribus et d'horodateurs, ont agressé un commerçant. Vincent et Marie essaient de les ramener à la raison. Quant à Nadine qui cumule ces derniers temps retards et manquements, elle s'échappe du commissariat pour faire ses emplettes de drogue, ce qui déclenche un nouveau pataquès. Elle bénéficie cependant de la compréhension du commissaire.
- Remarque : cet épisode introduit un nouveau personnage, le capitaine Maud Saurin, interprété par Cécile Richard.

## Épisode 2:Premier Amour
- Numéro : 14 (3.2)
- Scénaristes : Frédéric Krivine, Claire LeMaréchal
- Réalisateur : Frédéric Krivine
- Première diffusion : 
  -  France : 19 mars 1999 sur France 2
- Invités : Gérard Darrieu : Maxime Fournier, Philippe Herisson : Jacques Thévenet, Gwennola Bothorel : Sandrine Thévenet, Lara Brühl : Odile, Christine Joly : Danièle Masset, Camille Reale : Laura Masset, Delphine Labey : Mathilde, Philippe Noël : Denis Watski, Alain Choquet : Berg, Daniel Schenmetzler : Gallet, Bruno Guillot : Renoir, Emmanuel Curtil : un agent de police, Sébastien Cotterot : un agent de police, Benoît Tachoires : un agent de police
- Résumé : Une mère de famille ne veut pas déplacer son véhicule, garé devant l'école de son enfant, malgré les consignes du plan Vigipirate. Agacé, un policier décide de fouiller le coffre de sa voiture où il découvre 50 grammes de cocaïne. La mère de famille ne peut pas expliquer à Marie et Bernard la raison de la présence de la cocaïne dans son coffre. Maud et Vincent doivent par ailleurs faire face à la plainte d'une femme dont la fille, Laura, âgée de 14 ans, aurait une liaison avec un certain Denis Watski, son professeur de théâtre.
- Remarque : cet épisode introduit deux nouveaux personnages principaux, le casting s'enrichissant de Thierry Desroses dans le rôle d'Alain Porret et de Raphaëlle Bruneau dans le rôle de Chloé Matthieu.

## Épisode 3:Casting
- Numéro : 15 (3.3)
- Scénaristes : Frédéric Krivine, Jean-Luc Nivaggioni
- Réalisateur : Frédéric Krivine
- Première diffusion : 
  -  France : 26 mars 1999 sur France 2
- Invités : Gérard Darrieu : Maxime Fournier, Manuel Blanc : Stéphane Darcier, Christine Citti : Jeannine Léonetti, Géraldine Bonnet-Guerin : Olivia, Alain Choquet : Berg, Gabriel Ledoze : Duboscq, Thierry Ragueneau : Tixier, Gérard Giroudon : Maurice Barton, Cyrille Bonnet : Eddy Barton, Tewfik Jallab : Kader, Lara Brühl : interne, Christophe Raült : Chris, Dominique Marcas : Clémentine, Antoine Coesens : un agent de police
- Résumé : Une jeune actrice débutante, ayant été abusée lors d'un casting par un réalisateur, un certain Darcier, qui l'a filmée dans des postures indécentes, vient se plaindre auprès de Maud et Marie. Elle demande que la police récupère les cassettes qui vont sans doute envahir les sex-shops. Pendant ce temps, un homme est renversé par une automobile volée. Un témoin a reconnu au volant le fameux jeune délinquant Kader qui, avec son ami Eddy, multiplie les mauvais coups dans le quartier. Enfin un coursier qui transportait des reins humains à greffer, trop pressé d'acheter du tabac pour fermer la portière de son véhicule, s'est vu délester de son précieux chargement. Les reins en question seront retrouvés bien cuits et prêts à être dégustés.

## Épisode 4:Flagrant délit
- Numéro : 16 (3.4)
- Scénaristes : Frédéric Krivine, Bernard Jeanjean
- Réalisateur : Frédéric Krivine
- Première diffusion : 
  -  France : 26 mars 1999 sur France 2
- Invités : Gérard Darrieu : Maxime Fournier, Marcel Cuvelier : Monsieur Joseph, Maïdi Roth : Sylvie Lafaille, Philippe Risler : Paul, Renaud Fleuri : Monsieur Robert, Anne Le Ny : Madame Robert, Bruno Sanches : Sylvain Robert, Mahmoud Benyacoub : Monsieur Larbi, Fatima Aibout : Madame Larbi, Nabil Ben Mhamed : Saïd Larbi, Mina Gregova : Myriam Portenguen, Steve Suissa : Pascal, François Huin : Yvan, Nicky Marbot : Serveur du café, Géraldine Sorin-Robbe : la jeune femme
- Résumé : Une jeune femme, installée à la terrasse d'un café, est blessée au visage par un jet de canette de bière provenant de l'immeuble voisin. Elle est emmenée à l'hôpital, son cas paraissant grave. Nos policiers investissent l'immeuble, entrent dans la vie de ses habitants. Ils y découvriront le coupable, et tout un monde aussi. D'autre part, tenaillé par la faim et plus que jamais obsédé par l'idée de nourriture, le lieutenant Bernard Léonetti parvient à chaparder un beignet bien tentant.

## Épisode 5:Planques
- Numéro : 17 (3.5)
- Scénaristes : Robin Barataud, Jean Reynard
- Réalisateur : Gérard Vergez
- Première diffusion : 
  -  France : 2 avril 1999 sur France 2
- Invités : Gérard Darrieu : Maxime Fournier, Alain Choquet : Docteur Berg, Christophe Le Masne : Drain, Emmanuel Broche : Ziggy, Jean-Paul Zehnacker : Delaporte, Emmanuelle Michelet : Virginie, serge Djen : Koulouchian, Cyrille Bonnet : Eddy, Tewfik Jallab : Kader, Christophe Hémon : Olive,
- Résumé : Eddy et Kader, les deux jeunes délinquants de la cité des Jonquilles, multiplient leurs méfaits et mettent en danger le calme de la cité. Vincent et ses collègues décident de les surveiller depuis leur planque, afin d'en finir avec les deux adolescents et leur bande. Nos flics découvrent une vente de drogue dans la cité et un trafic de pièces automobiles. D'autre part, Ziggy, un jeune homosexuel, vient porter plainte contre le père de sa meilleure amie, qui a tabassé celle-ci comme il en aurait l'habitude. L'amie en question refuse de s'associer à sa plainte.

## Épisode 6:Descente de police
- Numéro : 18 (3.6)
- Scénaristes : Gilles Yves Caro, Bernard Jeanjean, Robin Barataud, Jean Reynard
- Réalisateur : Gérard Vergez
- Première diffusion : 
  -  France : 2 avril 1999 sur France 2
- Invités : Gérard Darrieu
- Résumé : À la suite des découvertes qu'ils ont faites à la Cité des Jonquilles, la police décide d'investir la cité, pour arrêter Kader, Eddy et leur bande. La tension monte dans le commissariat qui vit des moments plutôt inhabituels. Tous nos policiers se préparent à l'événement. Bien que l'intervention ne se passe pas comme ils l’auraient souhaité, l'objectif qu'ils s'étaient fixé est finalement atteint. Par ailleurs, une femme dans le besoin a été prise en flagrant délit de larcin dans une supérette du quartier. Comme le directeur du magasin est décidé à porter plainte, la police se rend sur place.

## Épisode 7:Drague
- Numéro : 19 (3.7)
- Scénaristes : Jean-Luc Nivaggioni
- Réalisateur : Gérard Vergez
- Première diffusion : 
  -  France : 8 octobre 1999 sur France 2
- Invités : Gérard Darrieu, Élisabeth Margoni, Jacques Zabor, Gisèle Casadesus
- Résumé : Un jeune homosexuel, agressé et blessé par des inconnus, refuse de porter plainte. Peu après sa mère vient porter plainte à sa place étant donné qu'il est mineur. Les policiers poursuivent dès lors leur enquête et découvrent que le jeune se prostitue et se trouve au centre d'un gros conflit familial. Enfin le lieutenant Bernard Léonetti, balourd comme à l'habitude, tente de voler un baiser à sa partenaire Chloé Matthieu, mais se fait méchamment jeter.

## Épisode 8:Canal
- Numéro : 20 (3.8)
- Scénaristes : Claire LeMaréchal
- Réalisateur : Gérard Vergez
- Première diffusion : 
  -  France : 15 octobre 1999 sur France 2
- Invités : Gérard Darrieu
- Résumé : Trois jeunes étudiants de famille huppée, deux garçons et une fille, sont entendus par Vincent et Marie à la suite de la mort de leur ami, noyé dans le canal Saint Martin. Leurs témoignages révèlent qu'il est tombé accidentellement parce qu'il avait trop bu. À la suite des interrogatoires, les policiers découvrent une histoire de rivalité. Maud, quant à elle, trouve dans un appartement le cadavre d'une vieille dame morte dans la solitude. Enfin, Chloé Matthieu porte plainte pour tentative de viol et harcèlement sexuel auprès du commissaire Meurteaux, contre son partenaire Léonetti.

## Épisode 9:Délit de fuite
- Numéro : 21 (3.9)
- Scénaristes : Bernard Jeanjean, Frédéric Krivine
- Réalisateur : Gérard Vergez
- Première diffusion : 
  -  France : 22 octobre 1999 sur France 2
- Invités : Philippe Risler
- Résumé : Une fillette a été blessée lors d'une collision voiture-camion et le chauffeur de ce dernier s'est enfui. Maud et Chloé se rendent sur les lieux ; un passant a réussi à relever une partie de son numéro d'immatriculation. D'autre part, un gérant de supermarché appelle pour un vol à l'étalage. Marie s'y rend avec Alain. Palevin, gérant de la grande surface déclare que son vigile a coincé Mégot, un petit voleur, lequel aurait dérobé pour 1 320 francs de marchandises. Quant à Bernard et Vincent, ils s'occupent de la plainte d'un chauffeur de taxi dévalisé par un drogué. De plus lors d'une saisie effectuée chez un certain Viachet, un ordinateur portable a disparu.

## Épisode 10:Tango
- Numéro : 22 (3.10)
- Scénaristes : Claire LeMaréchal, Jean-Luc Nivaggioni, Frédéric Krivine
- Réalisateur : Gérard Vergez
- Première diffusion : 
  -  France : 29 octobre 1999 sur France 2
- Invités : Jean-Paul Muel, François Toumarkine, André Falcon, Manuela Gourary, Charlotte Maury-Sentier, Hélène Duc
- Résumé : L'ordinateur portable de Viachet aurait disparu lors d'une saisie judiciaire dont le procès-verbal a été signé par Bernard, qui n'était pas présent durant l'intervention. Si dans les six prochaines heures, l'objet n'est pas retrouvé, le substitut menace de prévenir l'IGS. Bernard doit éclaircir l'affaire. D'autre part, le fils d'un handicapé, Bramuze, signale des retraits anormaux effectués hebdomadairement sur le compte de son père, retraits confirmés par la banque. Une personne de confiance, Odette Crouzet, s'occupe des paiements et retraits d'argent de ce dernier, et connait donc le code secret de sa carte bancaire.

## Épisode 11:Maternité
- Numéro : 23 (3.11)
- Scénaristes : Fabienne Facco, Armelle Robert, Frédéric Krivine
- Réalisateur : Gérard Vergez
- Première diffusion : 
  -  France : 5 novembre 1999 sur France 2
- Invités : Natalia Dontcheva, Louba Chazel, Isabelle Petit-Jacques
- Résumé : La concierge d'une HLM a trouvé un nouveau-né dans une poubelle. Alain et Marie s'occupent de l'affaire. Bernard, de son côté, veut secourir Cora qui voudrait qu'on arrête Médina, son souteneur, en flagrant délit de proxénétisme. Quant à Vincent et Maud, ils doivent s'occuper de la plainte pour coups et blessures d'un certain Mantier. Celui-ci a été agressé chez lui par un employé de la société de crédit à qui il doit de l'argent. L'homme lui a même promis qu'il s'en prendrait à sa femme et à ses enfants s'il ne remboursait pas sa dette au plus tôt.

## Épisode 12:Dimanche
- Numéro : 24 (3.12)
- Scénaristes : Gilles Yves Caro, Frédéric Krivine
- Réalisateur : Gérard Vergez
- Première diffusion : 
  -  France : 12 novembre 1999 sur France 2
- Invités : Isabelle Petit-Jacques, Cerise, Patrick Le Mauff, Philippe Risler, Charlotte Maury-Sentier
- Résumé : C'est dimanche. Nadine passe au commissariat pour que les électriciens puissent terminer leur travail. Paul, l'ex-fiancé drogué de Nadine, profite de la situation pour pénétrer à l'intérieur de commissariat et la supplie de lui donner de la drogue. En état de manque, il pète un plomb et la menace avec un couteau. Mais bientôt Bernard arrive ; il constate la gravité de la situation et prévient ses collègues. Entretemps l'arrivée de Chloé et sa maladresse complique encore la situation.